# Rhodanthidium exsectum
Rhodanthidium exsectum är en biart som först beskrevs av Pasteels 1969.  Rhodanthidium exsectum ingår i släktet Rhodanthidium och familjen buksamlarbin. Inga underarter finns listade i Catalogue of Life.